# Nasavrky (Ústí nad Orlicí)
Nasavrky é uma comuna checa localizada na região de Pardubice, distrito de Ústí nad Orlicí.